# Ezili Dantor

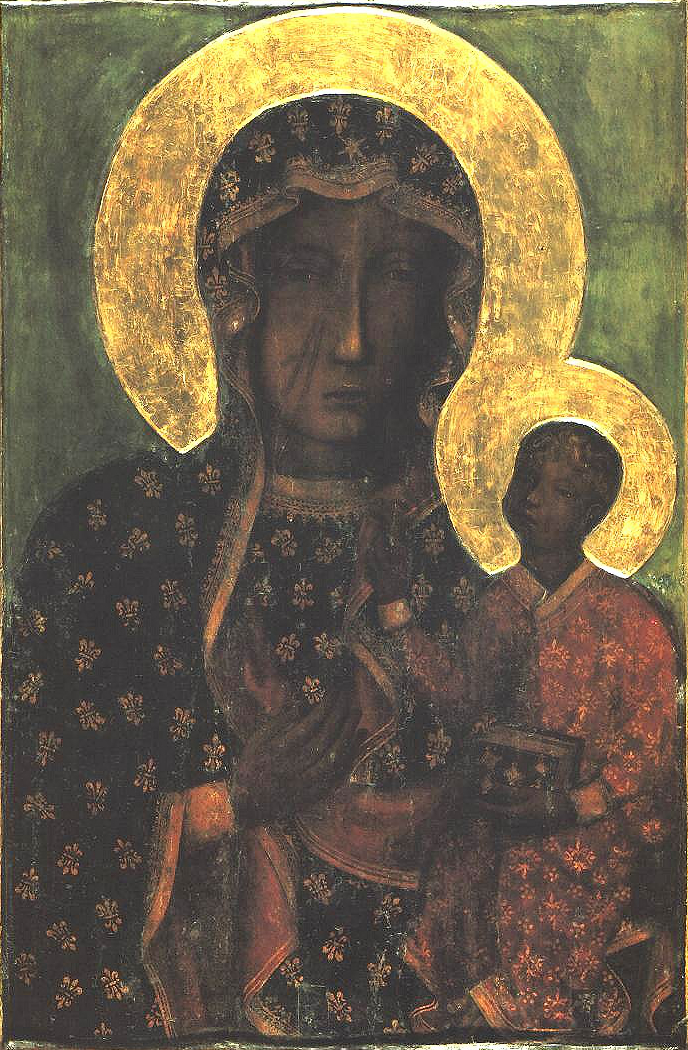
A descrição mais comum de Erzulie Dantor é derivada desta variante de Nossa Senhora de Czestochowa.

Ezili Dantor (também escrito Erzulie com Danto ou Danthor) é o aspecto Petro de Erzúlie, uma nação da família de loás (espíritos) no vodou haitiano. Ezili Dantor é considerada a loá protetora das mulheres, particularmente das mães solteiras. Ela geralmente é representada pela imagem da Madona Negra de Czestochowa, cujas origens crê-se que são cópias do ícone da Madona Negra de Czestochowa. Foi trazida para o Haiti por soldados poloneses, que lutaram em ambos os lados da Revolução Haitiana de 1802 em diante. Outras representações de Ezili Dantor incluem a Madona Negra, assim como Nossa Senhora de Lourdes ou Nossa Senhora do Monte Carmelo.
Ezili Dantor está associada aos nègs (o povo negro pobre) do Haiti. Ela ama sacrifícios de animais, bem como as cores ouro e azul, às vezes verde e vermelho também, para significar que ela é uma loá Petro. 

## Culto
Ezili Dantor está associada ao porco crioulo preto do Haiti, que foi o sacrifício animal que lhe foi feito na famosa cerimônia de vodou em Bois Caïman, que inaugurou a Revolução Haitiana. . Dantor é uma mãe guerreira de pele escura e cheia de cicatrizes, como a das "amazonas de Daomé"  ou Minos, que significa "Nossas Mães" na língua fon. 
Sua irmã (e inimiga mortal) é Ezili Freda.
Suas oferendas favoritas incluem: carne de porco frita num prato conhecido como griô, creme de cacau, rum, perfume de água da Flórida (Florida Water) e cigarros fortes sem filtro.